# Алексеев, Евгений Михайлович
Евгений Михайлович Алексеев (1911—1988) — советский инженер, дважды лауреат Сталинской премии (1950, 1951).

## Биография
Родился 1 апреля 1911 года. Окончил Ленинградский политехнический институт.
Во время войны — участник обороны Ленинграда. После эваквации работал начальником цеха Челябинского ферросплавного завода НКЧМ.
В 1947 — 1957 годы — заместитель начальника Главспецстали МЧМ СССР. Руководил налаживанием производства очищенного марганца на Запорожском заводе ферросплавов, где в 1951 г. в цехе № 2 впервые в мире была начата выплавка металлического марганца электросиликотермическим способом.
В 1957—1965 годы работал в Госметаллургкомитете при Госплане CCCP.
Умер 16 апреля 1988 года.

## Награды, премии
- орден Трудового Красного Знамени (31.3.1945)[3]. [3].
- Сталинская премия третьей степени (1950) — за коренное усовершенствование технологии выплавки ферросплавов[1].
- Сталинская премия третьей степени (1951) — за разработку и внедрение новой технологии получения чистого марганца.